# Oberreichsanwalt

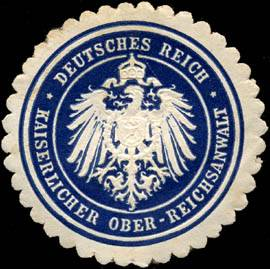
Siegelmarke Deutsches Reich – Kaiserlicher Ober-Reichsanwalt

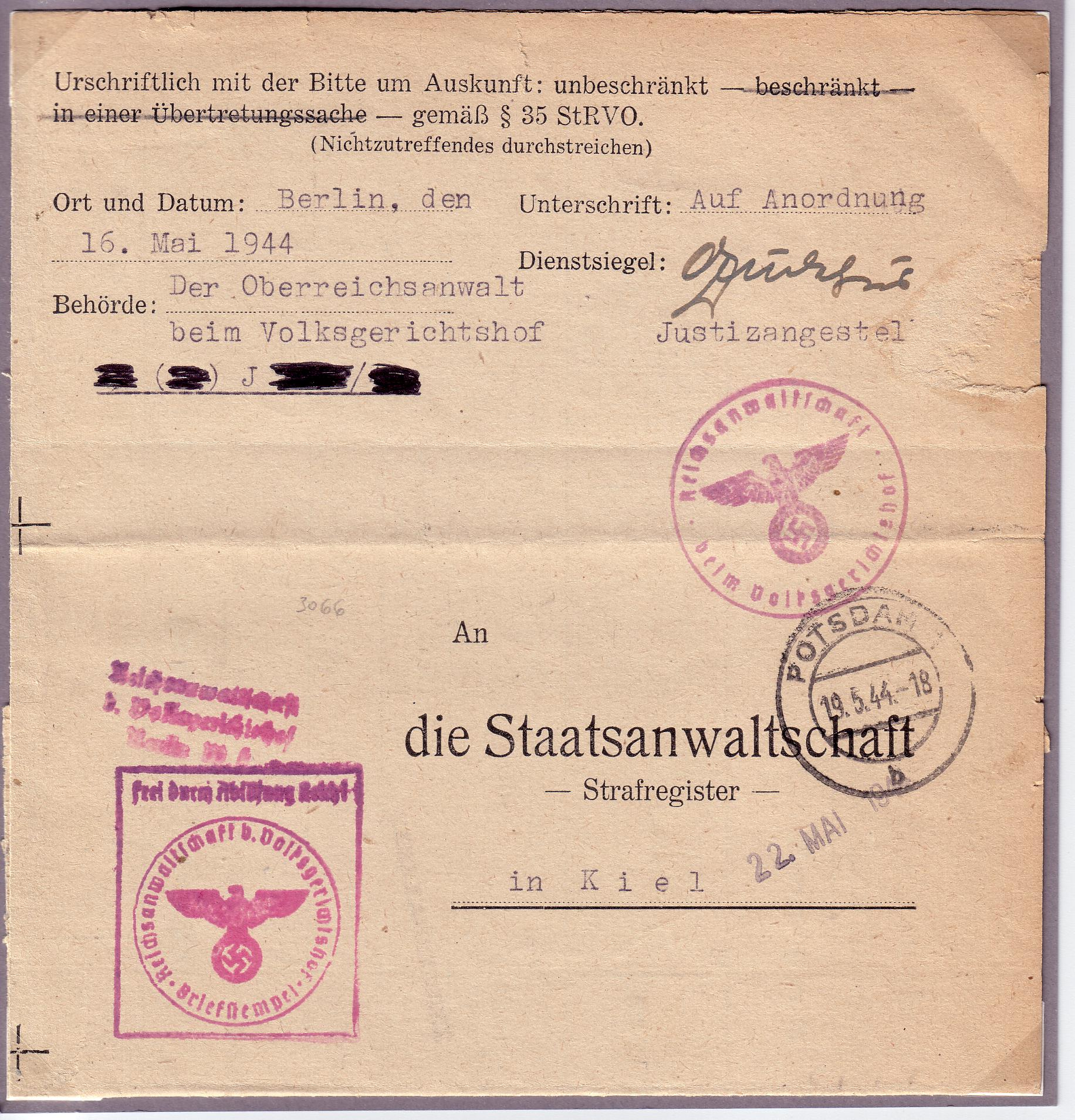
Brief des Oberreichsanwalts beim Volksgerichtshof am 16. Mai 1944 an die Staatsanwaltschaft Kiel

Der Oberreichsanwalt war der oberste Beamte der Reichsanwaltschaft beim Reichsgericht. Die Reichsanwaltschaft war eine Oberbehörde des Deutschen Reichs im Geschäftsbereich des Reichskanzleramtes; ab 1918 war sie dem Geschäftsbereich des Reichsjustizministeriums zugeordnet. Nach § 143 Abs. 1 Nr. 1 des Gerichtsverfassungsgesetzes (GVG) alter Fassung (a. F.) war die Reichsanwaltschaft die Anklagebehörde am Reichsgericht. Dem Oberreichsanwalt waren mehrere Reichsanwälte nach § 145 GVG a. F. als seine Vertreter zugeordnet. Zudem gab es den Oberreichsanwalt beim Volksgerichtshof.

## Leitung und Aufsicht
Die Reichsanwaltschaft wurde 1877 im Zuge der Reichsjustizgesetze beim Reichsgericht eingerichtet. Der Reichskanzler leitete und führte die Aufsicht über den Oberreichsanwalt und die Reichsanwälte gemäß § 148 Nr. 1 GVG a. F. Die Leitung und Aufsicht oblag dem Reichskanzler in Ermangelung eines Reichsjustizministeriums bis zum Ende des Kaiserreichs. Das Reichsjustizamt war eine Abteilung des Reichskanzleramts.

## Ernennung
Nach § 150 Abs. 1 GVG a. F. wurde der Oberreichsanwalt auf Vorschlag des Bundesrats vom Kaiser ernannt. Als politischer Beamter konnte der Oberreichsanwalt nach § 150 Abs. 2 GVG a. F. jederzeit durch Kaiserliche Verfügung in den einstweiligen Ruhestand versetzt werden. Dasselbe galt für die Reichsanwälte. Der Oberreichsanwalt und die Reichsanwälte mussten nach § 149 Abs. 2 GVG a. F. die Befähigung zum Richteramt besitzen, obwohl sie keine Richter waren (§ 149 Abs. 1 GVG a. F.). Oberreichsanwälte hatten denselben Rang und Gehalt wie der Reichsgerichtspräsident, Reichsanwälte den eines Reichsgerichtsrats.

## Aufgaben des Oberreichsanwalts
Der Oberreichsanwalt war örtlich für das gesamte Reichsgebiet, sachlich für diejenigen Bereiche zuständig, welche vor dem Reichsgericht verhandelt wurden (§ 143 Abs. 1 GVG a. F.). Anders als heute die Bundesanwaltschaft nach § 142a GVG übte der Oberreichsanwalt nicht das Amt des Staatsanwalts für die Strafsachen, für welche die Oberlandesgerichte erstinstanzlich zuständig sind (§ 120 Abs. 1 GVG), aus. Der Oberreichsanwalt konnte auch nicht, wie der Generalbundesanwalt im Rahmen des § 120 Abs. 2 GVG, durch die Übernahme der Verfolgung wegen besonderer Bedeutung die erstinstanzliche Zuständigkeit der Oberlandesgerichte begründen und sich damit nach § 142a GVG selbst die sachliche Zuständigkeit begründen (sog. gekorene Staatsschutzdelikte). Im Vergleich zum Generalbundesanwalt war daher die Bedeutung des Oberreichsanwalts geringer.

### Anklage- und Untersuchungsbehörde
Der Oberreichsanwalt übte die Funktion einer Anklage und Untersuchungsbehörde bei Aufgaben aus, bei welchen das Reichsgericht erstinstanzlich gemäß §§ 143 Abs. 1 Nr. 1, 136 Abs. 1 Nr. 1 GVG a. F. zuständig war. Die erstinstanzliche Zuständigkeit war nach § 136 Nr. 1 GVG a. F. nur in Fällen des Hochverrats- und Landesverrats gegeben, die gegen den Kaiser oder das Reich gerichtet waren.

### Mitwirkung am Revisionsverfahren
Der Oberreichsanwalt hatte die Mitwirkung an Revisionssachen vor den Strafsenaten des Reichsgerichts nach §§ 143 Abs. 1 Nr. 1, 136 Abs. 1 Nr. 2 GVG a. F. inne. Das Reichsgericht war Revisionsgericht gegen Urteile
- der Strafkammern der Landgerichte in erster Instanz, soweit nicht zu Zuständigkeit der Oberlandesgerichte begründet war (§ 136 Abs. 1 Nr. 2 Alt. 1 GVG a. F.) (Anmerkung: Die Zuständigkeit der Oberlandesgerichte war nach § 123 Nr. 3 GVG a. F. gegen erstinstanzliche Urteile der Strafkammern nur gegeben, wenn die Revision ausschließlich auf der Verletzung einer Rechtsnorm eines Landesgesetzes gestützt wurde);
- gegen die Urteile der Schwurgerichte;
- gegen Urteile der Strafkammern der Landgerichte in der Berufungsinstanz in Strafsachen wegen Zuwiderhandlung gegen die Vorschriften über die Erhebung öffentlicher in die Reichskasse fließender Abgaben und Gefälle, sofern die Entscheidung des Reichsgerichts von der Staatsanwaltschaft bei der Einsendung der Akten an das Revisionsgericht beantragt wird (§ 136 Abs. 2 GVG a. F.).

Für die Revision gegen Urteile der Strafkammern in der Berufungsinstanz waren im Übrigen nach § 123 Nr. 2 GVG a. F. die Oberlandesgerichte, und damit nach § 143 Abs. 1 GVG a. F. die Staatsanwaltschaften zuständig.

### Weisungsbefugnis des Oberreichsanwalts
Der Oberreichsanwalt hatte als erster Beamter der Reichsanwaltschaft das Recht den Reichsanwälten dienstliche Weisungen zu erteilen. Diese aus dem Hierarchieprinzip folgende selbstverständliche Befugnis stellte § 147 Abs. 1 GVG a. F. klar. Nach § 147 Abs. 2 GVG a. F. war der Oberreichsanwalt berechtigt, allen Beamten der Staatsanwaltschaft Weisungen zu erteilen, wenn das Reichsgericht erstinstanzlich zuständig war (Hoch- und Landesverratssachen gegen Kaiser und Reich).

### Bezugszeitpunkt
Die Zuständigkeit des Oberreichsanwalts beim Reichsgericht bezieht sich in diesem Artikel bis zur Änderung im Dritten Reich auf die Rechtslage des Jahres 1877. Im Dritten Reich leitete der Oberreichsanwalt beim Reichsgericht außer der Reichsanwaltschaft vorübergehend auch deren Zweigstelle beim Volksgerichtshof. Dieser war am 24. April 1934 als Zweigstelle des Reichsgerichts zur Aburteilung von Hoch- und Landesverrat gegen den NS-Staat in Berlin errichtet worden. Mit der am 1. April 1936 erfolgten Umwandlung des Volksgerichtshofes zum ordentlichen Gericht ging die Anklagezuständigkeit des Oberreichsanwalts beim Reichsgericht auf die Reichsanwaltschaft beim Volksgerichtshof über. Geleitet wurde dieser zunächst von einem Reichsanwalt, ab 1937 von dem Oberreichsanwalt beim Volksgerichtshof. Die Terrorjustiz beim Volksgerichtshof begann erst nach dessen Trennung vom Reichsgericht.

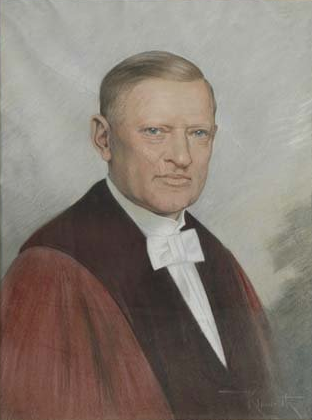
Ludwig Ebermayer, 1921, Oberreichsanwalt in den Prozessen gegen die Kapp-Putschisten, Gemälde von Anton Klamroth

## Oberreichsanwälte

### Oberreichsanwälte beim Reichsgericht
| Nr. | Name                                        | Amtsantritt | Ende der Amtszeit |
| --- | ------------------------------------------- | ----------- | ----------------- |
| 1   | August Heinrich von Seckendorff (1807–1885) | 1879        | 1885              |
| 2   | Hermann Tessendorf (1831–1895)              | 1886        | 1895              |
| 3   | Oskar Hamm (1839–1920)                      | 1896        | 1899              |
| 4   | Philipp Justus von Olshausen (1844–1924)    | 1899        | 1907              |
| 5   | Arthur Zweigert (1850–1923)                 | 1907        | 1920              |
| 6   | Ludwig Ebermayer (1858–1933)                | 1921        | 1926              |
| 7   | Karl August Werner (1876–1936)              | 1926        | 1936              |
| 8   | Emil Brettle (1877–1945)                    | 1937        | 1945              |

### Oberreichsanwälte beim Volksgerichtshof
| Nr. | Name                        | Amtsantritt | Ende der Amtszeit |
| --- | --------------------------- | ----------- | ----------------- |
| 1   | Friedrich Parey (1889–1938) | 1937        | 1938              |
| 2   | Ernst Lautz (1887–1979)     | 1939        | 1945              |

Aufgrund seiner Tätigkeit am VGH in den Jahren 1939 bis 1945 wurde der Oberreichsanwalt Ernst Lautz im Juristenprozess von 1947 wegen Kriegsverbrechen und wegen Verbrechen gegen die Menschlichkeit zu zehn Jahren Zuchthaus verurteilt.

#### Reichsanwälte beim Volksgerichtshof
Die Reichsanwaltschaft beim VGH war in fünf Abteilungen, entsprechend der Zahl der Senate des VGH, unterteilt, in denen siebzig „höhere Beamte“ beschäftigt waren. In jeder Abteilung gab es fünf Staatsanwälte und einen Reichsanwalt. Der Oberreichsanwalt wurde im Prozess durch einen Reichsanwalt vertreten. Reichsanwälte und Abteilungsleiter beim VGH waren Oswald Rothaug (ab 1943) und von 1938 bis 1944 Paul Barnickel, der 1944 noch als Reichsanwalt zum Reichsgericht wechselte.
Weitere Anwälte (von ca. 120):

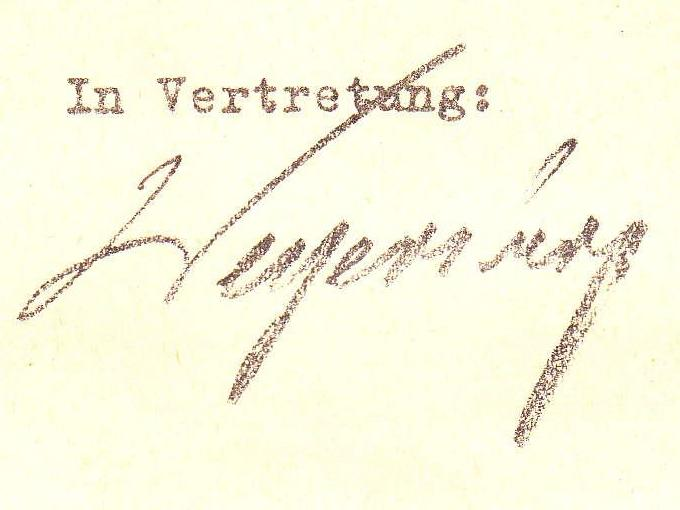
Signum von Albert Weyersberg unter der 10-seitigen Anklageschrift gegen Hans Scholl, Sophie Scholl und Christoph Probst

- Staatsanwalt Freiherr Hermann Karl Schenck zu Schweinsberg war 1938 beim Volksgerichtshof Vertreter der Anklage[5]
- Staatsanwalt Karl Bruchhaus (1903–), seit 1939, war an mindestens 33 Todesurteilen beteiligt (später Staatsanwalt in Wuppertal).[6]
- Staatsanwalt Ernst Drullmann (1904–1946), Vertreter der Anklage im Prozess gegen Max Josef Metzger
- Oberstaatsanwalt Wilhelm Eichler
- Reichsanwalt Paul Franzki (1891–† unbekannt)
- Ernst Friedrich (in der DDR zu einer Gefängnisstrafe verurteilt)
- Landgerichtsrat Erich Geißler (1898–† unbekannt) (in der DDR 1982 zu einer Gefängnisstrafe von 15 Jahren verurteilt)[7]
- Eduard Guntz (1904–† unbekannt) (später in München Oberlandesgerichtsrat)
- Wilhelm Gustorf (1898–1971) (später in Wuppertal Landgerichtsdirektor)
- Landgerichtsrat Willmar Haber (1903–† unbekannt)
- Oberstaatsanwalt Wilhelm Huhnstock (1891–† unbekannt) (in der DDR zu einer Gefängnisstrafe verurteilt)
- Reichsanwalt Kurt Jaager (1904–† unbekannt) (u. a. 1957–1959 1. Staatsanwalt der Generalstaatsanwaltschaft Schleswig-Holstein)[8]
- Oberreichsanwalt Paul Jorns (1871–1942)
- Staatsanwalt Wilhelm Klitzke (1899–1950) (1950 in der DDR vom Landgericht Chemnitz zum Tode verurteilt und hingerichtet)[7]
- Gerd Lenhardt
- Kurt Naucke (in der DDR zu einer Gefängnisstrafe verurteilt)
- Heinrich Felix Parrisius (24. März 1885–1976), Reichsanwalt seit 1937, Stellvertreter des Oberreichsanwalts[9]
- Paul Picke (1898–† unbekannt) (später in Saarbrücken Senatspräsident am Oberlandesgericht)
- Amtsgerichtsrat Otto Rathmayer (1905– )
- Franz Schlüter (1907–† unbekannt) (später in München Senatspräsident am Bundespatentgericht)
- Alfons Sack (1887–1945) war vorher auch Rechtsanwalt, unter anderem beim Reichstagsbrandprozess
- Amtsgerichtsrat Edmund Stark, Ankläger im Prozess gegen die Widerstandsgruppe Europäische Union, später Landgerichtsdirektor in Ravensburg.
- Reichsanwalt Albert Emil Rudolf Weyersberg (19. Juli 1887–25. November 1945)[10]